# William Draper

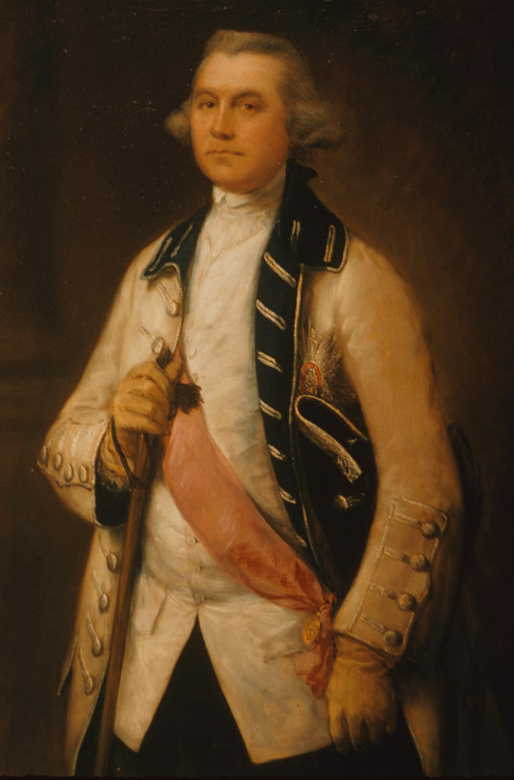
Sir William Draper KB (ca. 1760)

William Draper (Bristol, 1721 – Bath, 8 januari 1787), was een Engels officier. Draper leidde samen met viceadmiraal Samuel Cornish de succesvolle verovering van Manilla op de Spanjaarden in 1762. In 1782 verloren de Engelsen onder zijn leiding Minorca.
Draper werd in 1721 geboren in een rijke familie. Hij behaalde in 1740 zijn diploma op het Eton College in Cambridge, waarna hij vier jaar later zijn Bachelor-diploma behaalde aan het King's College van de University of Cambridge. Daarop werd hij onderzoeker aan dezelfde universiteit en behaalde hij zijn Masters-diploma. Na een onbevredigende carrière als docent op het King's College werd Draper militair.
Draper werd in 1747 benoemd als luitenant en twee jaar later in 1749 was hij kapitein. In 1957 trouwde hij met Caroline, de dochter van Lord William Beauclerk. Een jaar later, in 1757, vertrok hij naar Madras waar hij de leiding kreeg over een nieuw, door hem opgezet legeronderdeel, dat later het 79e regiment zou worden. In Madras diende Draper ook tijdens de Franse en Indiaanse oorlogen. In 1760 werd hij bevorderd tot kolonel.
Draper werd in 1761 gevraagd om een plan te schrijven voor een Engelse expeditie tegen de Spaanse kolonie in de Filipijnen. Het plan werd vrij snel door de Admiraliteit aangenomen toen Spanje daadwerkelijk in oorlog raakte met Engeland. Draper werd voor de expeditie bevorderd tot brigadegeneraal en kreeg samen met admiraal Samuel Cornish de leiding over de onderneming. De Slag om Manilla was succesvol en in 16 dagen tijd werden Manilla en Cavite veroverd. Draper werd als gevolg van de opbrengsten uit de expeditie een welgesteld man.
In 1769 moest Draper om gezondheidsredenen de tropen verlaten en vestigde hij zich in Amerika. In datzelfde jaar trouwde hij met de dochter van opperrechter van New York Lancey met wie hij een dochter zou krijgen.
In 1779 was Draper luitenant-generaal en werd hij benoemd als gouverneur-generaal van Minorca. In 1782 verloren de Engelsen onder zijn leiding het eiland echter.
Draper overleed op 8 januari 1787 in de Engelse stad Bath, alwaar hij begraven werd in de oude Abbey Church. Ter plekke bevindt zich een monument ter nagedachtenis aan William Draper.